# کلونسکیگ
شهر کلونسکیگ (به انگلیسی: Clonskeagh) با جمعیت ۱۰٫۲۷۶ نفر در شهرستان دوبلین در کشور جمهوری ایرلند واقع شده‌است.